# Narodni svet Turkmenistana
Nacionalni svet Turkmenistana (turkmenistansko: Türkmenistanyň Milli Geňeşi) je dvodomni nacionalni zakonodajni organ ali parlament Turkmenistana. Zgornji dom je ljudski svet, spodnji dom pa skupščina. Državni svet je bil ustanovljen marca 2021 po izvolitvi članov v zgornji dom, ki je sledil spremembi ustave konec leta 2020.